# Коспайя
Коспайя (итал. Cospaia) — деревня коммуны Сан-Джустино в провинции Перуджа, Италия.

## История
Деревня была независимой республикой с 1440 по 1826 год, когда она была разделена между Великим герцогством Тосканским и Папской областью.

## Использованная литература
- Ascani, Angelo (1963). Cospaia: storia inedita della singolare Repubblica. Tuscany: Città di Castello.
- Natali, Filippo (1892). La stato libero di Cospaia: nell’alta Valle del Tevere (1440—1826). Umbertide: stab. tip. Tiberino.